# Symphonie en trois mouvements
La Symphonie en trois mouvements est une œuvre pour orchestre composée par Igor Stravinsky de 1941 à 1945.
La symphonie est à l'origine tirée de compositions servant d'illustrations sonores de bandes cinématographiques d'actualités concernant la Seconde Guerre mondiale pour le premier mouvement, et de musiques pour le film Le Chant de Bernadette pour le second. Dans une seconde intervention, il dénia tout caractère programmatique à sa composition. Il s'agit de l'une des œuvres dont l'écriture a nécessité le plus de temps, près de 4 ans.
Par ses accents rythmiques, elle rappelle les grandes œuvres antérieures de Stravinsky pour le ballet comme Le Sacre du printemps. La première eut lieu le 24 juin 1946 avec l'Orchestre philharmonique de New York sous la direction du compositeur. 

## Structure
La symphonie se compose de trois mouvements, le premier comportant un piano au premier plan, le second une harpe, le dernier réunissant ces deux instruments en plus d'un trombone dans des thèmes inspirés du jazz. Son exécution dure environ vingt minutes.
- Overture – allegro
- Andante Interlude
- Con Moto